# Равенсберг (графство)
Графство Равенсберг (нем. Grafschaft Ravensberg) — феодальное княжество в Германии, существовавшее с 1140-х годов.
Столица — Равенсберг, с 1250-х годов — Билефельд.
Графство включало города Билефельд и Херфорд, и 4 амта (территории), разделённые на фогтства:
- Равенсберг — Халле, Ферсмольд и Боргхольцхаузен;
- Шпарренберг — Вертер, Хепен, Шильдеше, Брокхаген, Браквеге и Энгер;
- Лимберг — Бюнде и Ольдендорф;
- Флото — Флото и Верендорф.

В 1346 году графство перешло к герцогству Берг, которое, в свою очередь, в 1423 году стало частью герцогства Юлих-Берг (с 1521 года — Юлих-Клеве-Берг).
В результате войны за Юлихское наследство в 1614 году графство Равенсберг отошло Бранденбургу.

### Графы Равенсберга из дома Кальвелаге-Равенсберг
- ок. 1140 Герман I фон Кальвелаге
- ок. 1140—1170 Оттон I
- ок. 1160—1180 Генрих
- ок. 1175—1220 Герман II
- ок. 1220−1244 Оттон II
- ок. 1220−1249 Людвиг
- 1249—1306 Оттон III
- 1306—1328 Оттон IV
- 1328—1346 Бернхард.
- 1346—1368 Маргарета, с 1344 жена Герхарда Юлихского.